# Риболовна макара
Риболовната макара е част от въдицата, която служи за навиване на основната линия (корда, шнур).
Монтира се към риболовния прът в областта на дръжката посредством специален макародържател.
Основно разпространение са получили т.нар. спинингови макари които се използват при риболов на спининг (блесна, изкуствени примамки и др.) и други видове риболов (риболов на тежко, бомбарда, подвижна плувка и др.)

## Основни конструктивни видове риболовни макари
- безинерционни – спинингови (с подвид мачови, за по тънки влакна) – това са макари с универсално предназначение. Особеност на този вид е, че при замятане влакното се изхлузва през предния ръб на неподвижната шпула, която е разположена паралелно на риболовния прът. Намотаването на влакното се извършва с помощта на специална скоба (бигел), която се върти около шпулата.

- инерционни – мухарски (за риболов на изкуствена муха) – класическа макара която в последно време се използва почти само в риболова с изкуствена муха – fly fishing.

- мултипликаторни – хибрид между предните два вида. Особеност на мултипликатора е това, че при замятане макарата работи като безинерционна, а при намотаване на влакното като инерционна. Мощна макара която работи при големи натоварвания – обикновено се използва при риболов на големи морски и океански риби.